# Stockholm Resilience Centre

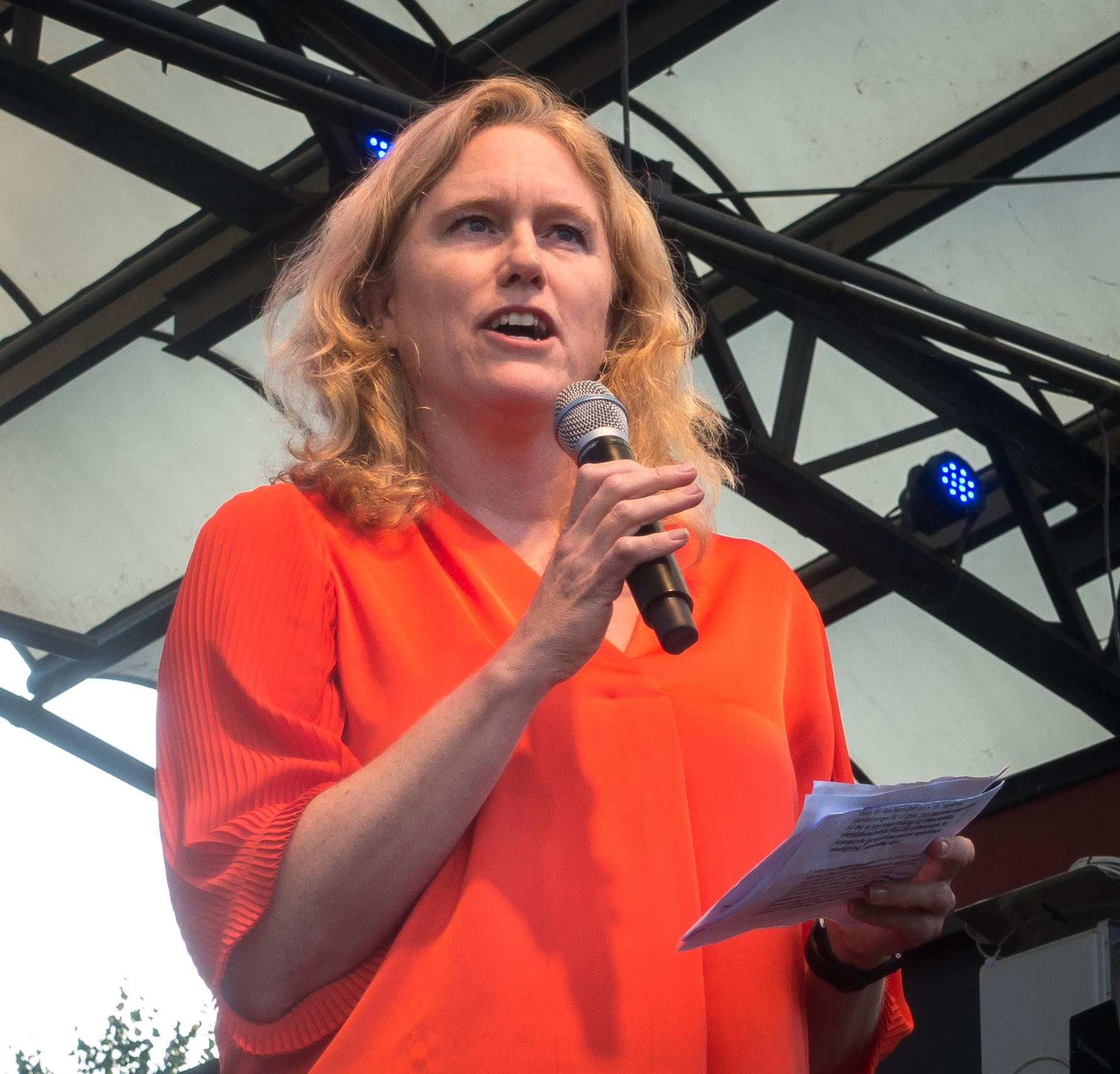
Chefen för Stockholm Resilience Centre, Line Gordon, talar i Kungsträdgården i Stockholm under klimatdemonstrationen Fridays for Future den 27 september 2019.

Stockholm Resilience Centre är ett internationellt forskningscenter vid Stockholms universitet, i samarbete med Beijerinstitutet för ekologisk ekonomi, vilken inbegriper olika discipliner såsom hållbar utveckling. Det grundades 2007.av professor Carl Folke och professor Johan Rockström. Line Gordon är chef för centret sedan 2018.
Stockholm Resilience Centre:s forskning är inriktad på miljö och hållbar utveckling med fokus på så kallade socialekologiska system, system där människa och natur studeras som en integrerad helhet. I fokus för forskningen står systemens resiliens, det vill säga deras förmåga att klara av störningar och förändringar, för att kunna fortsätta att utvecklas. Forskningsramverket Planetens gränser etablerades och uppdateras av centret. 
Forskningen integrerar samhällsvetenskap, humaniora och naturvetenskap och har som mål[förklaring behövs] att bidra till en värld med bibehållen produktion av ekosystemtjänster och stärkt resiliens för mänsklig välfärd.[förklaring behövs]
Stockholm Resilience Centre innefattar ett masterprogram och en doktorandskola, samt håller fristående kurser, och har cirka 140 anställda.
Centret ligger på Campus Albano i Stockholm. Centret var tidigare placerat i Kräftriket, i en byggnad som byggdes år 1911 och ritades av arkitekterna Ludwig Peterson och Rudolf Enblom.

## Organisation
SRC har cirka 160 anställda, varav cirka 90 är forskare med doktorsexamen.
Centrumet styrs av en styrelse och får strategisk rådgivning från ett vetenskapligt rådgivande råd. Det består av ledande hållbarhetsforskare som ger råd om centrets vetenskapliga utveckling och leds av Elena Bennett från McGill University. Det finns också en internationell rådgivande nämnd som ger strategiska råd till centret i dess strävan att få globalt genomslag inom vetenskap, näringsliv, politik och praktik. Den leds för närvarande av Jim Balsillie.
Centret har många produktiva och inflytelserika forskare varav några hör till de mest citerade forskarna i världen. År 2024 var fem av centrumets forskare bland de mest citerade forskarna i världen, enligt den prestigefyllda Clarivate-listan. De forskare som listades 2024 var: Sarah Cornell, Thomas Elmqvist, Max Troell, Johan Rockström och Carl Folke.

### Utbildning
Förutom ett doktorandprogram i hållbarhetsvetenskap driver SRC också ett masterprogram i social-ekologisk resiliens för hållbar utveckling och ett antal specialiserade kurser, till exempel ett executive-program i resilienstänkande som riktar sig till VD:ar och styrelseordföranden, samt ett antal kurser vid Stockholms universitet med fokus på global förändring, hållbart företagande, social-ekologisk resiliens och systemteori.

## Anmärkningsvärt arbete

### Planetära gränserna
År 2009 ledde Stockholm Resilience Centres dåvarande chef Johan Rockström en internationell grupp bestående av 28 ledande akademiker som föreslog ett nytt ramverk för jordsystemet, de ”planetära gränserna”, som en förutsättning för hållbar utveckling. Ramverket utgår från att processer i jordens system har gränser som inte bör överskridas. I vilken utsträckning dessa gränser inte överskrids markerar vad gruppen kallar det säkra manöverutrymmet för mänskligheten. Gruppen identifierade nio ”planetära livsuppehållande system” som är nödvändiga för mänsklighetens överlevnad. De uppskattade sedan hur mycket längre vi kan gå innan vår överlevnad hotas; bortom dessa gränser finns det risk för ”oåterkalleliga och abrupta miljöförändringar” som kan göra jorden mindre beboelig.  Gränserna kan hjälpa till att identifiera och definiera ett ”säkert utrymme för mänsklig utveckling”, vilket syftar till en fortsatt utveckling av mänskliga samhällen samtidigt som påverkan på planeten minimeras.
År 2015 publicerade forskarna en uppdatering där de konstaterade att fyra av de planetära gränserna har överskridits: klimatförändringar, förlust av biosfärens integritet (bl a biologisk mångfald), förändringar i markanvändning och förändrade biogeokemiska cykler (fosfor och kväve).
År 2023 utvärderade forskare för första gången alla nio planetära gränser. De fann att sex av dessa gränser hade överskridits och att fyra av dem utgjorde en hög risk. Utöver de överskridna gränser som utvärderades 2015 har även gränserna för sötvattenförändringar och nya syntetiska substanser (bl a kemiska föroreningar) överskridits. En ny studie visar också på den breda påverkan som ramverket Planetary Boundaries har på samhället och vetenskapen.
Forskare inom utvecklingsstudier har varit kritiska till vissa aspekter av ramverket och hävdat att dess antagande skulle kunna påverka det globala syd negativt. Förslag om att bevara en viss andel av jordens kvarvarande skogar kan ses som en belöning till de länder, till exempel i Europa, som redan har dragit ekonomisk nytta av att skövla sina egna skogar och omvandla mark till jordbruksmark. Däremot uppmanas länder som ännu inte har industrialiserats att göra uppoffringar för globala miljöskador som de kanske inte har haft någon större roll i att orsaka.

#### Dokumentären Breaking Boundaries
År 2021 släppte Netflix dokumentärfilmen Breaking Boundaries: the Science of Our Planet, regisserad av Jonathan Clay och presenterad av Sir David Attenborough och Johan Rockström. Den 75 minuter långa filmen följer Rockström och hans teams vetenskapliga resa och upptäckten av de nio planetära gränserna. Samtidigt som filmen släpptes publicerades en bok med samma namn, med ett förord av Greta Thunberg.

### Den planetariska hälsodieten
The Planetary Health Diet är en flexitariansk diet som utvecklats av EAT-Lancet -kommissionen som en del av en rapport som släpptes i The Lancet den 16 januari 2019. Stockholm Resilience Centre var vetenskaplig samordnare för rapporten.
Syftet med den planetära hälsodieten är att skapa nya kostmönster för att:
- föda en världsbefolkning på 10 miljarder människor år 2050
- kraftigt minska antalet dödsfall i världen som orsakas av dålig kosthållning
- Vara miljömässigt hållbar för att förhindra att planetens hållbara gränser överskrids

Rapporten förespråkar en kost bestående främst av en mängd olika växtbaserade livsmedel, med låga mängder animaliska livsmedel, raffinerade sädesslag, starkt bearbetade livsmedel och tillsatt socker, samt omättade fetter snarare än mättade.
Rapporten fick stort genomslag i media, bland annat i The Guardian, CNN och BBC, men kritiserades också på sociala medier för att förespråka att man ska äta mindre kött. Senare visade det sig att denna kritik var en del av en samordnad kampanj som startats av köttförespråkare några dagar före lanseringen av rapporten.

### Att göra affärer inom planetära gränser
Rapporten ”Doing business within Planetary Boundaries” togs fram 2024 av Stockholm Resilience Centre och Beijerinstitutet för ekologisk ekonomi. Den presenterades på Norrsken, Europas största hubb för tech och impact, i Barcelona. Rapporten tillhandahåller ett verktyg som gör det möjligt för företag att rapportera sin påverkan på planetens klimat och miljö mer exakt och med mindre ansträngning. För att göra detta presenterar rapporten två variabler:
- EEIV-variabler (Essential Environmental Impact Variables): bedömer företagens viktigaste miljöpåverkan på ett standardiserat sätt (vad, var och hur stor påverkan)
- Earth System Impact score (ESI): ett vetenskapligt baserat verktyg för att undersöka företagens påverkan utöver det primära fokuset på koldioxid

### Övrigt
- Stockholm Resilience Centre är medgrundare och vetenskaplig partner till SeaBOS, ett partnerskap mellan världens tio största fisk- och skaldjursföretag som syftar till att göra branschen mer hållbar.[27]
- Centret har stått värd för två internationella vetenskapliga konferenser om resiliens och hållbarhet, 2008 och 2017.[28][29]
- År 2011 stod centret värd för det tredje Nobelpristagarsymposiet om global hållbarhet tillsammans med Kungliga Vetenskapsakademien, Stockholm Environment Institute, Beijerinstitutet för ekologisk ekonomi och Potsdam Institute for Climate Impact Research.[30]
- År 2021 stod Nobelstiftelsen värd för det första Nobel Prize Summit, som organiserades av US National Academy of Sciences (USAs vetenskapsakademi) i samarbete med Potsdam Institute for Climate Impact Research och Stockholm Resilience Centre/Beijer Institute of Ecological Economics[31]